# Bohater Pracy Socjalistycznej

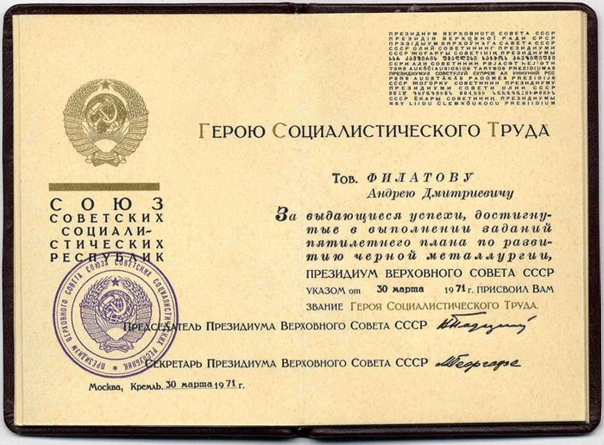
Dyplom Prezydium Rady Najwyższej ZSRR o nadaniu tytułu Bohatera Pracy Socjalistycznej

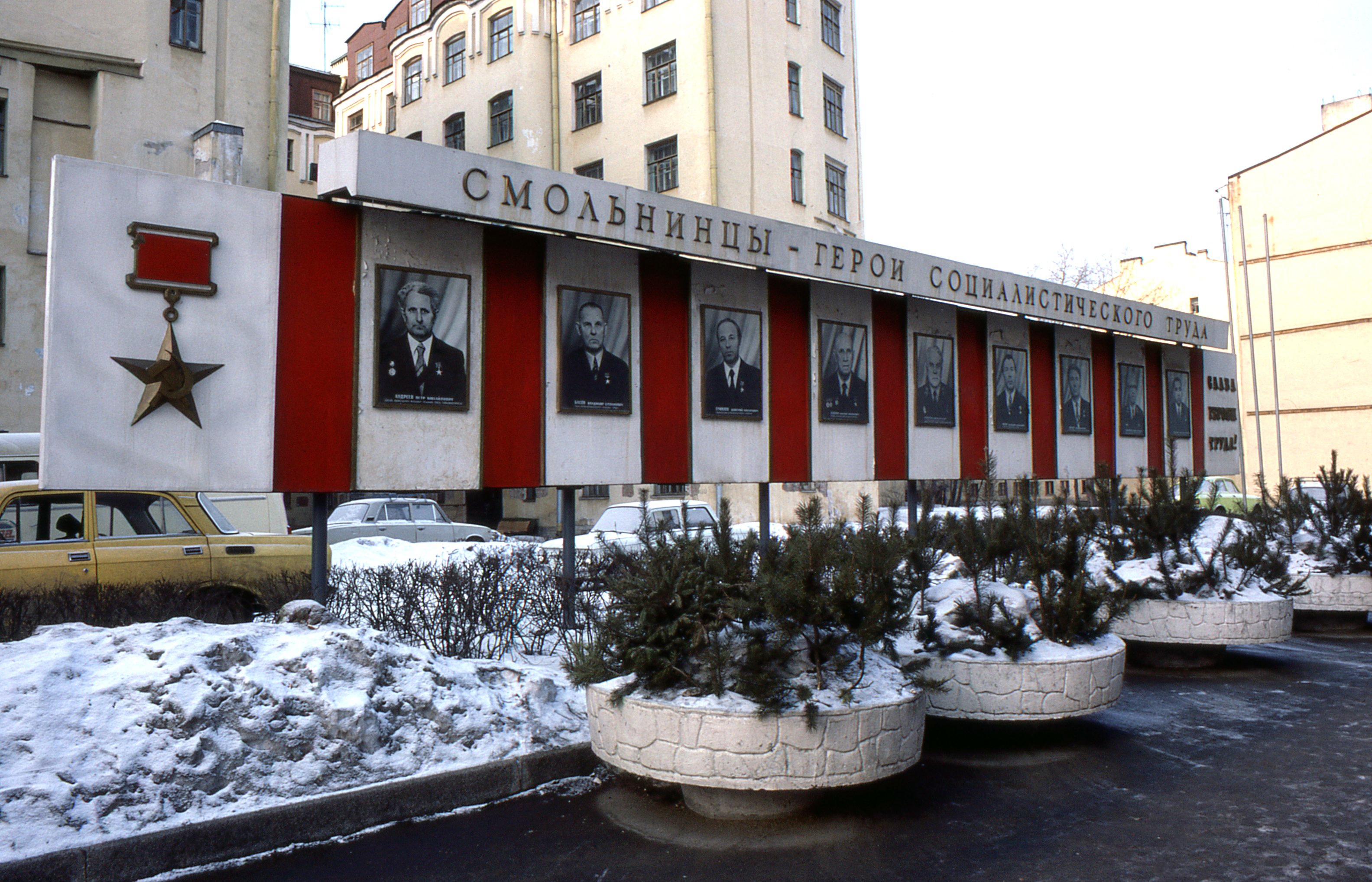
Instalacja poświęcona Bohaterom Pracy Socjalistycznej, Leningrad 1984

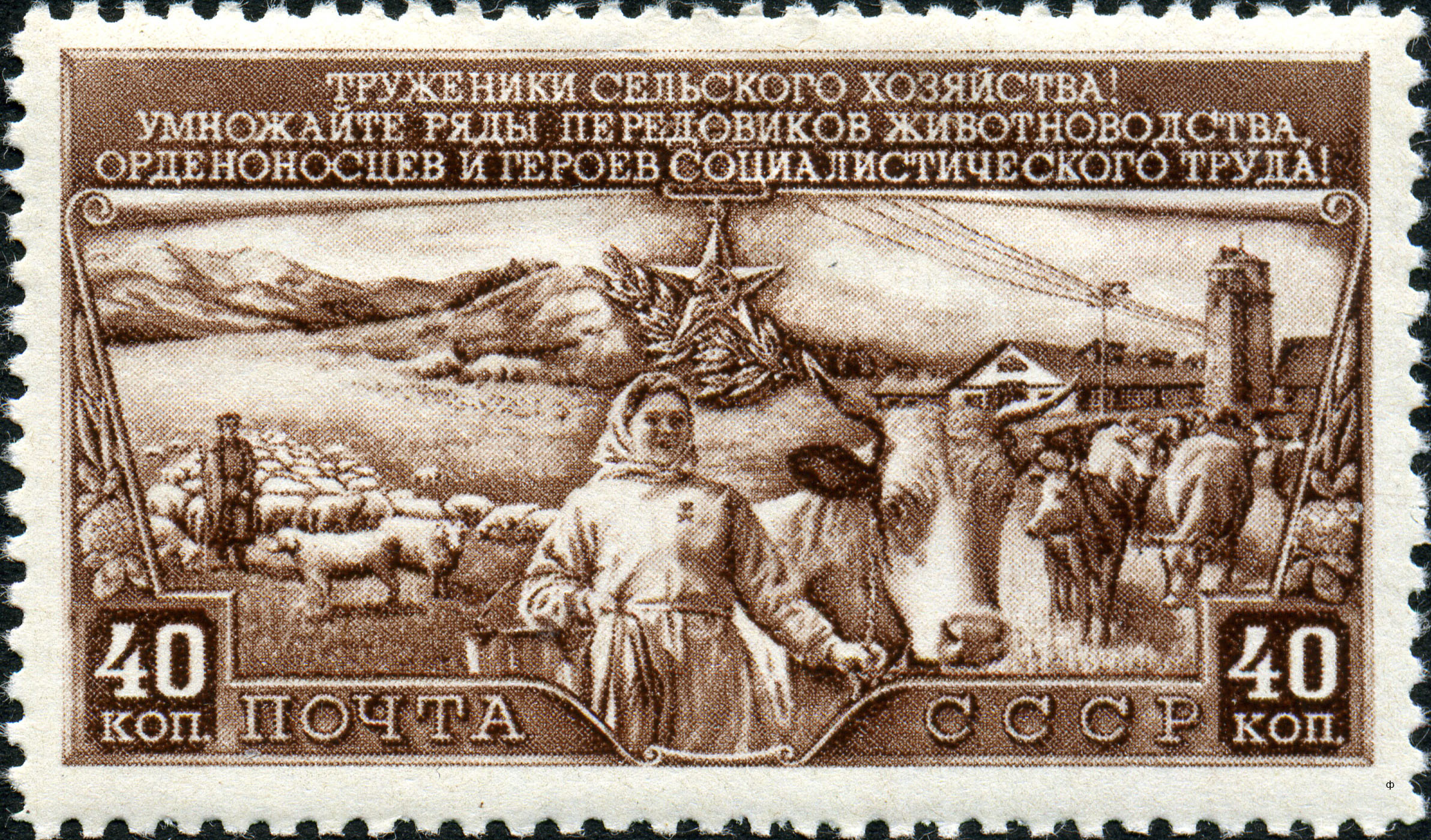
Radziecki znaczek pocztowy z 1949: wezwanie do rolników z wizerunkiem Złotego Medalu „Sierp i Młot” Bohatera Pracy Socjalistycznej

Bohater Pracy Socjalistycznej (ros. Герой Социалистического Труда) – tytuł honorowy przyznawany w latach 1939–1991 przez Radę Najwyższą ZSRR za szczególne zasługi dla państwa. Wraz z tytułem przyznawano Order Lenina, Złoty Medal „Sierp i Młot” oraz dyplom Prezydium Rady Najwyższej ZSRR. Jako pierwszy tytuł ten uzyskał Józef Stalin 20 grudnia 1939 roku. Jako ostatnia otrzymała ten tytuł Bibygül Tölegenowa 21 grudnia 1991 roku.
Szesnastu ludzi zostało trzykrotnie nagrodzonych tytułem Bohatera Pracy Socjalistycznej: Anatolij Aleksandrow, Boris Wannikow, Nikołaj Duchow, Jakow Zeldowicz, Siergiej Iljuszyn, Mstisław Kiełdysz, Dynmuchamed Konajew, Igor Kurczatow, Andriej Sacharow (pozbawiony tytułu), Jefim Sławski, Andriej Tupolew, Hamroqul Tursunqulov, Julij Chariton, Nikita Chruszczow, Konstantin Czernienko i Kiriłł Szczołkin.
We współczesnej Rosji kontynuatorem tradycji tytułu Bohatera Pracy Socjalistycznej jest tytuł Bohatera Pracy Federacji Rosyjskiej.

## W innych krajach
We wszystkich państwach socjalistycznych (z wyjątkiem Polski) istniały tytułu honorowe wzorowane na radzieckim Bohaterze Pracy Socjalistycznej.
| Bohater Pracy Niemieckiej Republiki Demokratycznej       |
| Bohater Pracy Ludowej Republiki Bułgarii                 |
| Bohater Pracy Czechosłowackiej Republiki Socjalistycznej |
| Bohater Pracy Węgierskiej Republiki Ludowej              |
| Bohater Pracy Mongolskiej Republiki Ludowej              |
| Bohater Pracy Socjalistycznej Republiki Rumunii          |
| Bohater Pracy Socjalistycznej Albanii                    |
| Bohater Pracy Socjalistycznej Jugosławii                 |
| Bohater Pracy Wietnamu                                   |
| Bohater Pracy Republiki Kuby                             |
| Bohater Pracy KRLD                                       |